# Cedar Hills (Utah)
Cedar Hills – miasto w Stanach Zjednoczonych, w stanie Utah, w hrabstwie Utah.